# Контрафакта
У вокалној музици, контрафактум се односи на замену једног текста другим, без мењања музике.
Неке промене у тексту при певању нису намерне, док је експлицитни пример контрафакти потпуна замена једног текста другим и то:
- Дата мелодија већ има секуларни, или световни карактер, који се замењује другом песмом. Оваква ситуација је са химнама - посебно у раном хришћанству, када су се пагански текстови паганских мелодија замењивали хришћанским текстовима.
- Творац текста може да замени свој већ постојећи текст, неким другим.
- Непотпуна замена оперског либрета, као што је био случај са опером Глинкином опером Живот за цара под режимом СССРа.
- Намерне пародије музичког дела.